# Stand by Me (chanson de Ben E. King)
Pour les articles homonymes, voir Stand by Me.
Singles de Ben E. King
First Taste of Love
(1961) Amor
(1961)
Stand by Me est une chanson interprétée par Ben E. King, composée et écrite en 1961 par lui-même avec Jerry Leiber et Mike Stoller. En 2003, elle est classée par Rolling Stone magazine au 121e rang  parmi les 500 meilleures chansons de tous les temps.

## Historique

### Les origines

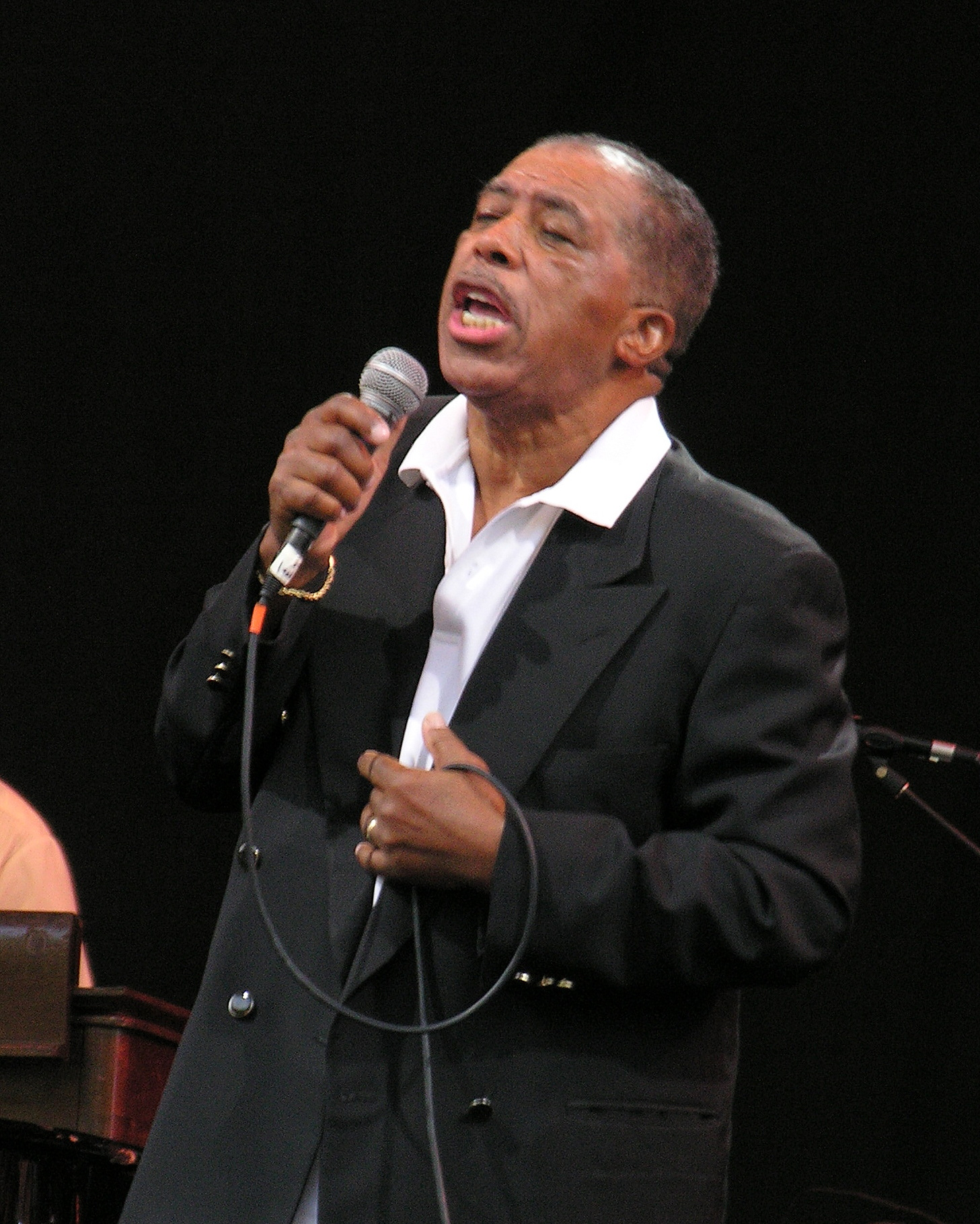
Ben E. King

Les paroles et la musique s'inspirent du gospel Lord Stand By Me écrit par le révérend Charles Albert Tindley en 1905 et enregistré en 1916.
Par la suite, cette chanson a été réécrite par The beautiful en 1928, puis par Sam Cooke et J.W. Alexander en 1960 pour l'ancien groupe de Cooke, The Soul Stirrers, avec Johnnie Taylor en chanteur lead.
La chanson de Ben E. King est la première version « séculière » de ce morceau. Cette chanson obtint un énorme succès en Amérique et dans le reste du monde.

### Les reprises
Désormais devenue un classique, elle a été reprise plus de 400  fois, notamment par Wilbert Harrison, John Lennon, Derrick Morgan, Never Named, Adriano Celentano, Dalida, Aaron Neville, Paul Anka, The Temptations,The Isley Brothers, Johnny Hallyday, Otis Redding, The Kingsmen, The Drifters, Lemmy Kilmister, Jason Mraz, U2, Bruce Springsteen, Vanessa Paradis en duo avec Willy DeVille, Pennywise, Green Day (live), Incubus, Albert Griffiths des Gladiators, 4 The Cause, Seal, Sean Kingston, Damien Saez, Enrique Iglesias, Lemon Ice (dans un style R&B), Ou manke mwen  Zomo, Lady Gaga, Tracy Chapman, Imagine Dragons (live), Muhammad Ali même Gene Vincent ! En 2009, les chanteurs Andy et Jon Bon Jovi reprennent ensemble en duo cette chanson. Le Kingdom Choir a interprété la chanson lors du mariage du Prince Harry et Meghan Markle, le 19 mai 2018.

#### Reprises en anglais et en studio
Singles de John Lennon
#9 Dream
(1974) (Just Like) Starting Over
(1980)
Entre autres :
- Otis Redding en 1964, dans l'album Pain In My Heart.
- Gene Vincent à la fin des années 60's, début 1970.
- John Lennon en 1975, dans l'album Rock 'n' Roll et en single.
- Maurice White du groupe Earth, Wind & Fire en 1985 dans l'album Maurice White.
- Pennywise en 1989, dans l'album Word From The Wise/ Wildcard.
- Damien Saez en 2002, dans l'album God blesse à la fin de la chanson So Gorgeous.
- Seal en 2008, dans l'album Soul.
- Lemmy Kilmister (Motörhead) avec Dave Lombardo (Slayer) en 2009
- En 2014 , Ki theory reprend également la chanson, présente dans plusieurs séries.
- En 2016, le chanteur allemand Geeno Smith propose une version club.
- Florence + The Machine (2016) en tant que bande originale du jeu Final Fantasy XV. Cette reprise comporte une petite particularité musicale du fait de son appartenance à la série de Square Enix, pusqu'au lieu de l'accompagnement d'origine, on y trouve le Prélude, très connu des fans de la série. Ce morceau, présent depuis le tout premier épisode, a été composé par Nobuo Uematsu qui fut le compositeur attitré de la saga jusqu'au dixième épisode.
- Jordan Beckett en 2017, présente dans le film Power Rangers (2017)
- Havana Maestros - Stand By Me feat. Ben E. King, version salsa en duo avec Ben E. King lui-même.
- Skylar Grey en 2018
- Al Griffiths en 1974

#### Reprises avec traduction
Entre autres :
- François Lubiana a enregistré une version en français, Vienne la nuit en 1962.
- Dalida a enregistré une version française, Tu croiras, en 1963.
- Adriano Celentano en a fait une version en italien en 1963, sous le titre Pregherò.
- Claude Michel - sous le nom Je m'ennuie de toi en 1976.
- Johnny Hallyday a enregistré une version en français, Reste ici en 1983, dans l'album Entre violence et violon et aussi en version Italienne, enregistré en 1982, sous le titre de Ave Maria.
- Prince Royce a fait une reprise en bachata en 2010, en partie en espagnol, qui est devenu un tube du genre.
- Zine en a fait une reprise en niçois "Demòras embe ieu" sur son double album Cantar la vida cantar l'esper paru en 2023.

#### Reprises en public
Entre autres :
- Lady Gaga et Sting en duo
- Green Day
- U2 a joué Stand by Me de nombreuses fois en concert, notamment pendant le Joshua Tree World Tour.
- Led Zeppelin, notamment au Festival Hall d'Osaka le 9 octobre 1972[3].
- Willy DeVille et Vanessa Paradis dans Taratata en 1993
- Tracy Chapman sur son "Greatest Hits", inédit paru le 20 novembre 2015 et enregistré en public depuis "The Late Show" de David Letterman.
- Niall Horan des One Direction sur leur troisième tournée : Where We Are Tour.

#### Reprises humoristiques
Entre autres :
- En 1994, le dessin animé Timon et Pumbaa comporte une version humoristique de Stand by Me.
- Dans Une adresse chic, un épisode de la saison 20 des Simpson, Bart Simpson chantonne Stand by Me.
- Dans l'épisode 2 de la saison 6 d'How I Met Your Mother, le titre est joué à plusieurs reprises et de différentes façons, par James Stinson et son père ; par Barney Stinson dans un style auto-tune et enfin elle est sifflée en fond sonore.